# 细齿塘鳢属
细齿塘鳢属为鰕虎鱼目鰕虎鱼亚目塘鱧科下的一个属。

## 下属物种
- 海南細齒塘鱧(Philypnus chalmersi)
- 大鱗細齒塘鱧(Philypnus hainanensis)

## 扩展阅读
- 維基物種上的相關：细齿塘鱧属
- WoRMS数据：http://www.marinespecies.org/aphia.php?p=taxdetails&id=270379 （页面存档备份，存于）